# شهرداری عین بنیان

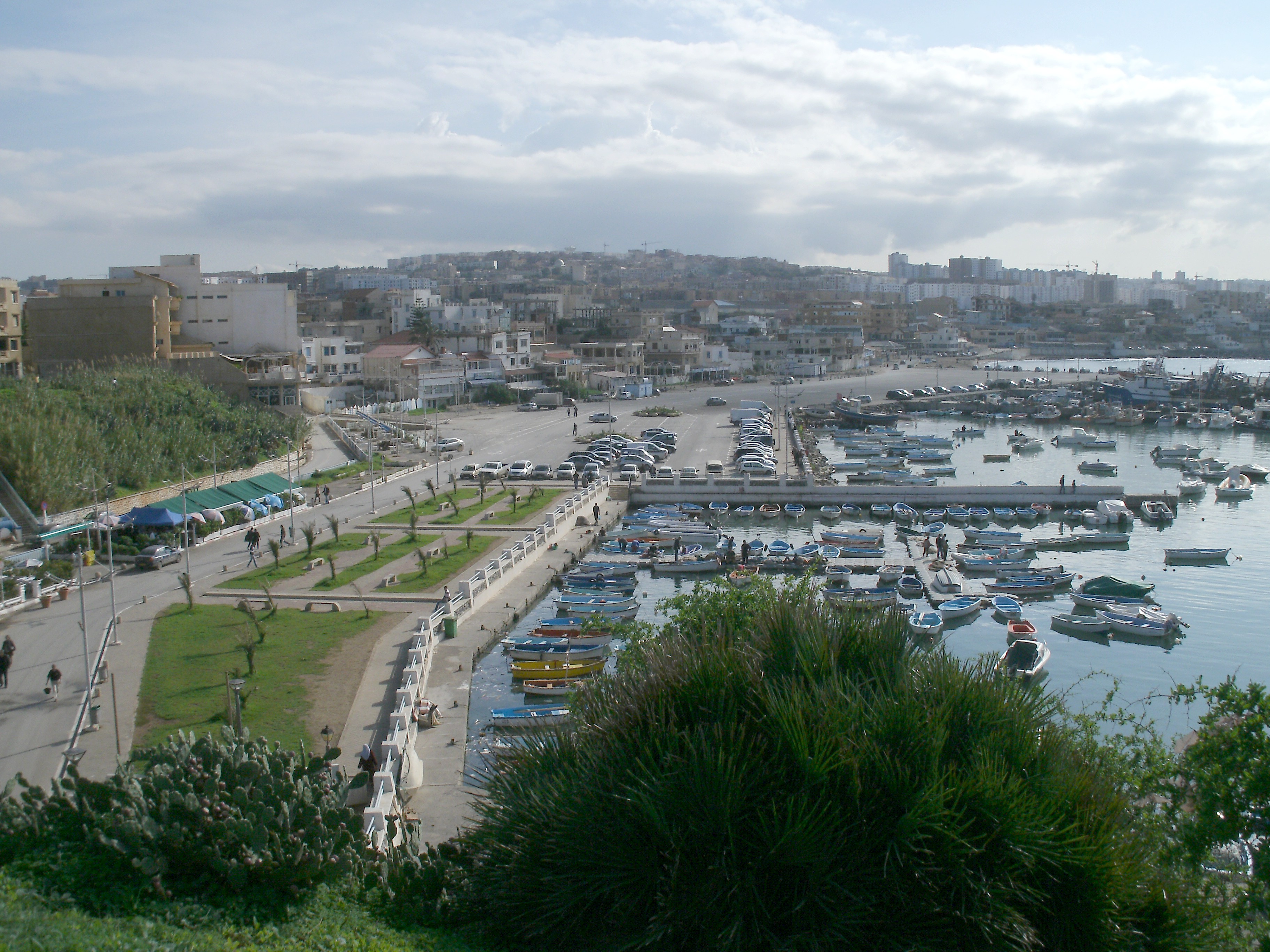
بندر «مادراگ»، عین بنیان، الجزایر

شهرداری عین بنیان (به عربی: بلدية عين البنيان) یک شهرداری و جامعه در الجزایر است که در استان الجزیره واقع شده‌است. شهرداری عین بنیان ۶۸٬۳۵۴ نفر جمعیت دارد.